# Isaura Bruno
Maria Isaura Bruno (Jaú, 23 de janeiro de 1916 — Campinas, 2 de maio de 1977) foi uma atriz brasileira. Apesar dos poucos trabalhos realizados, destacou-se como uma das primeiras atrizes negras a ganhar um papel central em uma telenovela, Mamãe Dolores em O Direito de Nascer (1964), na TV Tupi.

## Biografia
Filha de Benedito Florindo Bruno e Benedita de Jesus, ficou órfã de pai aos três e de mãe aos onze anos de idade, indo morar com a avó até os dezesseis. Quando esta também faleceu, Isaura foi expulsa de casa pelos tios, partindo para São Paulo em 1943 trabalhar como empregada doméstica. Em 1944 engravidou de um homem com o qual não era casada e por isso perdeu o emprego, tendo que dormir em abrigos públicos e alojamentos de igrejas, uma vez que não tinha como manter-se. Devido à situação de rua, sua filha acabou morrendo de pneumonia com poucos meses da idade.
Isaura adotou uma criança anos mais tarde, Penha Maria.

## Carreira
Em 1948 trabalhava como cozinheira na casa do escritor Orígenes Lessa quando uma amiga a indicou para Wálter Forster, que procurava uma jovem negra para estrelar o filme Luar do Sertão, sendo convencida pelo diretor a iniciar a carreira de atriz. No filme, lançado em 1949, Isaura interpretava a empregada Flausina, inspirada na personagem de Hattie McDaniel em ...E O Vento Levou. Em 1952 esteve no filme Simão, o Caolho. Isaura continuou trabalhando como doméstica até retomar a atuação em 1962 com o filme O Vendedor de Linguiça e estrear na televisão em 1963 na novela Quando Menos se Espera, na TV Cultura. 
Em 1964 interpretou a líder dos quilombolas Rosa em Banzo na TV Record e, no mesmo ano, destacou-se como a primeira negra em um dos papéis centrais de uma novela em O Direito de Nascer na TV Tupi, interpretando Mamãe Dolores, papel pelo qual foi indicada a alguns prêmios. Na época a imprensa notou que o elenco da novela chegava a receber centenas de cartas de fãs e não conseguia sair na rua sem ser cercado por pedidos de autógrafos. Em 1965 Isaura perdeu a oportunidade de carreira internacional: o diretor Tito Davison enviou um telegrama para a TV Tupi convidando a atriz para voltar a interpretar Mamãe Dolores na versão mexicana de El derecho de nacer (1966) após saber do extremo sucesso da brasileira, porém a carta ficou perdida no meio da correspondência enviada por fãs e, quando enfim foi descoberta, a telenovela já estava no ar com a cubana Eusebia Cosme no papel.
Em 1965 Isaura interpretou Maria em O Preço de uma Vida e em 1966 Branca em O Anjo e o Vagabundo. Entre 1967 e 1969 atuou como Tia Nastácia na montagem da Rede Bandeirantes de Sítio do Picapau Amarelo. Já em 1969 participou de A Cabana do Pai Tomás, novela acusada de racismo pelo uso de blackface do protagonista.
Após 1970, com um espaço restrito para negros na televisão, Isaura não recebeu mais convites para novelas e teve que voltar a trabalhar como doméstica e vender doces na Praça da Sé para sobreviver. Logo após mudou-se para Campinas para morar com sua filha Penha Maria, trabalhando como gari. Em 2 de maio de 1977 sofreu um ataque cardíaco na rua e, sem ser reconhecida, foi levada para a unidade de indigentes da Santa Casa de Campinas, confundida como moradora de rua, onde morreu.

## Filmografia

### Televisão
| Ano       | Título                   | Personagem    | Notas                      |
| --------- | ------------------------ | ------------- | -------------------------- |
| 1958      | Teledrama TV Paulista    | —             | Episódio: "A Bala de Ouro" |
| 1959      | De Braços Abertos        | Glória        |                            |
| 1962      | A Pequena Lady           | Roberta       |                            |
| 1962      | Grande Teatro C-2        | —             | Episódio: "Inocência"      |
| 1963      | Quando Menos se Espera   | Regina        |                            |
| 1964      | Banzo                    | Rosa          |                            |
| 1964      | O Direito de Nascer      | Mamãe Dolores |                            |
| 1965      | O Preço de uma Vida      | Maria         |                            |
| 1966      | O Anjo e o Vagabundo     | Branca        |                            |
| 1967–1969 | Sítio do Picapau Amarelo | Tia Nastácia  |                            |
| 1969      | A Cabana do Pai Tomás    | Bessie        |                            |

### Cinema
| Ano  | Título                         | Personagem         |
| ---- | ------------------------------ | ------------------ |
| 1949 | Luar do Sertão                 | Flausina           |
| 1952 | Simão, o Caolho                | Empregada de Simão |
| 1962 | O Vendedor de Linguiça         | Vizinha fofoqueira |
| 1968 | O Jeca e a Freira              | Mulher de Bento    |
| 1972 | A Marcha                       | Nhá Rosália        |
| 1975 | O Incrível Seguro de Castidade | Bá                 |